# Jenann Ismael
Jenann T. Ismael (1968) es profesora de filosofía en la Universidad de Columbia y miembro del Foundational Questions Institute (FQXi). El trabajo de Ismael ha sido influyente en el estudio de la metafísica y la filosofía de la física.

## Biografía
Ismael obtuvo su maestría y doctorado en la Universidad de Princeton en 1994 y 1997, donde su asesor de tesis fue Bas van Fraassen. En 1996, recibió una beca posdoctoral Mellon de dos años.
Trabajó en la Universidad de Stanford de 1996 a 1998, y desde 1998 en la Universidad de Arizona. Tomó una licencia de 5 años entre 2005 y 2010 para ser investigadora asociada senior en el Centro para el Tiempo de la Universidad de Sídney después de que el Australian Research Council le concediera una beca de investigación Reina Isabel II de cinco años.
En 2003, recibió una beca de investigación NEH en el Centro Nacional de Humanidades.
En 2011 fue galardonada con la Beca Grandes Preguntas sobre el libre albedrío de la Fundación John Templeton.
En 2012 recibió una Beca de Conversación Académica del Centro Nacional de Humanidades.
Pasó el 2014-2015 como becaria en el Centro de Estudios Avanzados en Ciencias del Comportamiento de Stanford.

## Trabajo filosófico
La investigación de Ismael se centra en la filosofía de la física y la metafísica, especialmente en áreas que involucran la estructura del espacio y el tiempo, la mecánica cuántica y los fundamentos de las leyes físicas.
También ha publicado sobre el conflicto entre la experiencia vivida y la física, las implicaciones de la física en temas de libertad, muerte, la naturaleza del yo y el problema del libre albedrío.
Ismael ha publicado tres libros, Ensayos sobre simetría en 2001, El yo situado en 2007 (con una segunda edición publicada en 2009) y Cómo la física nos hace libres en 2016, así como una serie de artículos revisados por pares.

### Ensayos sobre simetría (2001)
En Essays on Symmetry [Ensayos sobre simetría], Ismael pretende establecer conexiones entre el concepto de simetría tal como se usa en filosofía y el concepto de simetría tal como se usa en física.

### El yo situado (2007)
En The Situated Self [El yo situado], Ismael presenta una descripción naturalista del yo, centrándose en la construcción de modelos internos que representan el mundo externo e intentando explicar la relación entre el yo y el mundo exterior.
El libro se divide en tres partes: 
- La representación reflexiva y sus usos.
- La idea de la representación reflexiva a problemas famosos de la filosofía de la mente.
- Esbozo de una nueva concepción de lo que es el yo.[5]

### Causalidad, libre albedrío y naturalismo (artículo de 2012)
En este artículo, Ismael aborda la cuestión del libre albedrío desde una perspectiva física, reconciliando la "feliz confianza en los propios poderes para producir cosas" y "los desarrollos recientes en la comprensión científica de los conceptos causales".
Desde una perspectiva científica amplia, las leyes dinámicas parecen excluir no solo la mayoría de las nociones populares de libre albedrío, sino el concepto mismo de causalidad en general. Sin embargo, la "explicación intervencionista" de la causalidad, desarrollada independientemente por Clark Glymour y Judea Pearl, tiene sentido al considerar los impactos de nuestro comportamiento humano en el sistema. "Necesitamos información causal para decidir cómo actuar."

### Cómo la física nos hace libres (2016)
Su libro How Physics Makes Us Free fue seleccionado por John Farrell de la revista Forbes como Libro del año 2016.